# Giro delle Fiandre 2015
Il Giro delle Fiandre 2015, novantanovesima edizione della corsa e valido come ottava prova dell'UCI World Tour 2015, si è svolto il 5 aprile 2015 su un percorso di 264 km. Lo ha vinto, per la prima volta, Alexander Kristoff, che ha concluso in 6h26'32".

## Squadre partecipanti
| N.      | Cod. | Squadra                |
| ------- | ---- | ---------------------- |
| 1-8     | TFR  | Trek Factory Racing    |
| 11-18   | EQS  | Etixx-Quick Step       |
| 21-28   | LTS  | Lotto-Soudal           |
| 31-38   | ALM  | AG2R La Mondiale       |
| 41-48   | AST  | Astana Pro Team        |
| 51-58   | BMC  | BMC Racing Team        |
| 61-68   | FDJ  | FDJ.fr                 |
| 71-78   | IAM  | IAM Cycling            |
| 81-88   | LAM  | Lampre-Merida          |
| 91-98   | MOV  | Movistar Team          |
| 101-108 | OGE  | Orica-GreenEDGE        |
| 111-118 | TCG  | Team Cannondale-Garmin |
| 121-128 | TGA  | Team Giant-Alpecin     |

| N.      | Cod. | Squadra                      |
| ------- | ---- | ---------------------------- |
| 131-138 | KAT  | Team Katusha                 |
| 141-148 | TLJ  | Team Lotto NL-Jumbo          |
| 151-158 | SKY  | Team Sky                     |
| 161-168 | TCS  | Tinkoff-Saxo                 |
| 171-178 | AND  | Androni Giocattoli-Venezuela |
| 181-188 | BOA  | Bora-Argon 18                |
| 191-198 | COF  | Cofidis                      |
| 201-208 | MTN  | MTN-Qhubeka                  |
| 211-218 | ROO  | Roompot Oranje Peloton       |
| 221-228 | EUC  | Team Europcar                |
| 231-238 | TSV  | Topsport Vlaanderen-Baloise  |
| 241-248 | WGG  | Wanty-Groupe Gobert          |

## Ordine d'arrivo (Top 10)
| Pos. | Corridore          | Squadra       | Tempo    |
| ---- | ------------------ | ------------- | -------- |
| 1    | Alexander Kristoff | Katusha       | 6h26'32" |
| 2    | Niki Terpstra      | Etixx         | s.t.     |
| 3    | Greg Van Avermaet  | BMC Racing    | a 7"     |
| 4    | Peter Sagan        | Tinkoff-Saxo  | a 16"    |
| 5    | Tiesj Benoot       | Lotto-Soudal  | a 36"    |
| 6    | Lars Boom          | Astana        | s.t      |
| 7    | John Degenkolb     | Giant-Alpecin | a 49"    |
| 8    | Jürgen Roelandts   | Lotto-Soudal  | s.t      |
| 9    | Zdeněk Štybar      | Etixx         | s.t.     |
| 10   | Martin Elmiger     | IAM Cycling   | s.t.     |